# Safran Aircraft Engines
Safran Aircraft Engines (dříve Snecma) je francouzský výrobce leteckých motorů a motorů pro kosmické lety se sídlem v Courcouronnes ve Francii. Vyvíjí, vyrábí a provádí údržbu motorů pro civilní i vojenské letouny, dále raketové motory pro nosné rakety a umělé družice.
Mezi některé z jeho produktů, ať už vyvinuté samostatně nebo ve spolupráci, zahrnují M88 pro letoun Dassault Rafale, Olympus 593 pro Concorde, CFM56/CFM-LEAP pro úzkotrupé letouny a motory Vulcain pro raketu Ariane 5 a Ariane 6.
Ve 35 výrobních místech, kancelářích a dílnách zaměstnává 15 700 zaměstnanců po celém světě.
Safran Aircraft Engines je dceřiná společnost firmy Safran S.A..